# Give It 2 Me
Give It 2 Me (z ang. Daj mi to) – drugi singel amerykańskiej piosenkarki Madonny z jej jedenastego albumu Hard Candy. Współproducentem i współtwórcą tekstu utworu jest amerykański producent Pharrell Williams.
W wywiadzie wideo dla BET's 106 & Park Madonna z Williamsem wypowiedzieli się na temat drugiego singla z nowego albumu artystki. Podali wtedy datę premiery.
31 maja 2008 w internecie nieoficjalnie pojawił się klip, a 4 czerwca Warner Music zdecydował się na oficjalną premierę – można go obejrzeć na stronach Yahoo! Music lub pobrać przez iTunes Music Store. Płyta ukazała się w sklepach w Europie 11 lipca 2008.
W teledysku wystąpił również Pharrell Williams.
Singel był nominowany do nagrody Grammy 2009 w kategorii "Najlepszy Taneczny Utwór" (nagrody nie zdobył).

## Wersje utworu

### Oryginalne
- Album Version – 4:47
- Radio Edit – 4:17

### Remiksy
- Paul Oakenfold Remix Edit – 4:59
- Paul Oakenfold Remix – 7:08
- Fedde Le Grand Remix – 6:40
- Fedde Le Grand Dub – 6:41
- Eddie Amador Club Edit – 7:19
- Eddie Amador Dub – 10:37
- Jody Den Broeder Club – 9:27
- Jody Den Broeder Dub – 9:57
- Oakenfold Extended Remix – 6:58
- Oakenfold Dub – 6:14
- Oakenfold Drums In Mix – 5:45
- Eddie Amador House Lovers Mix – 7:52
- Jody Den Broeder Club Edit – 7:25

## Pozycje na listach
| Lista (2008)                       | Najwyższa Pozycja |
| ---------------------------------- | ----------------- |
| Belgian (Flanders) Singles Chart   | 3                 |
| Belgian (Wallonia) Singles Chart   | 3                 |
| Canadian Hot 100                   | 8                 |
| Chilean Singles Chart              | 7                 |
| Danish Singles Chart               | 4                 |
| Dutch Top 40                       | 1                 |
| Billboard Euro Hot 100             | 2                 |
| Finnish Singles Chart              | 2                 |
| Irish Singles Chart                | 10                |
| Israeli Singles Chart              | 4                 |
| Italian Singles Chart              | 4                 |
| Mexico Top 100                     | 41                |
| Norwegian Singles Chart            | 16                |
| Swedish Singles Chart              | 13                |
| Switzerland Download Chart         | 16                |
| Turkey Top 20 Chart                | 1                 |
| UK Singles Chart                   | 7                 |
| U.S. Billboard Hot 100             | 25                |
| U.S. Billboard Pop 100             | 41                |
| U.S. Billboard Hot Dance Club Play | 1                 |
| U.S. Billboard Hot Dance Airplay   | 1                 |
| U.S. Billboard Pop 100 Airplay     | 74                |
| United World Charts                | 8                 |